# Списсу, Марко
Марко Списсу (итал. Marco Spissu; род. 5 февраля 1995, Сассари, Италия) — итальянский профессиональный баскетболист, играющий на позиции разыгрывающего защитника.

## Биография
В июле 2016 года был арендован клубом «Виртус» из баскетбольной серии А2, в составе «vu nere» стал обладателем Кубка Италии и был признан «игроком матча» в финале Кубка LNP. С 2011 года принадлежал клубу Динамо (Сассари), в 2021 году подписал двухлетний контракт с «Уникаха (Малага)». 12 августа 2021 года контракт был расторгнут после непрохождения медосмотра. Итальянская федерация баскетбола приняла решение в пользу игрока, и он был вызван на Олимпийские игры в Токио.
19 августа 2021 года Списсу подписал контракт с казанским УНИКСом. После начала вторжения России на Украину покинул расположение команды.

## Достижения
- Бронзовый призёр Единой лиги ВТБ: 2021/2022
- Бронзовый призёр чемпионата России: 2021/2022